# Велико Марков
Велико Симеонов Марков е български революционер, деец на Вътрешната македоно-одринска революционна организация.

## Биография
Велико Цветков е роден в 1880 година в карабунарското село Бей махле. Влиза във ВМОРО. През лятото на 1903 година участва в Илинденско-Преображенскато въстание с четите на Лазо Лазов и Коста Тенишев. Участва в нападението на граничния пост при Каратопрак срещу Мусакьой.
На 16 април 1943 година, като жител на село Господарево, Карабунарско, подава молба за българска народна пенсия, която е одобрена и пенсията е отпусната от Министерския съвет на Царство България.